# Gremi

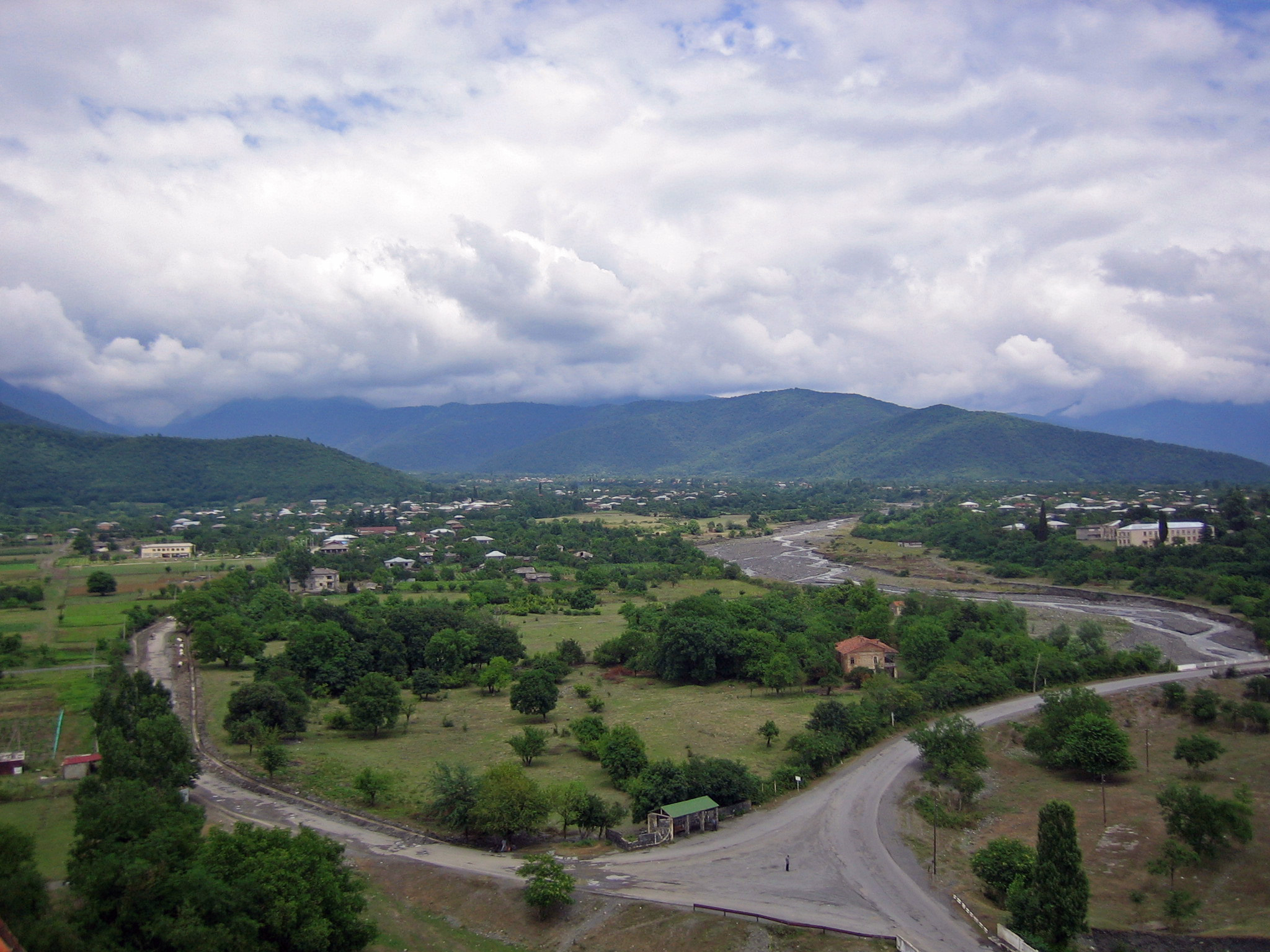
Das Dorf Gremi

Gremi (georgisch გრემი; grɛmɪ) ist ein georgisches Dorf in der Region Kachetien in der Qwarlis Munizipaliteti.
Es liegt im Alasani-Tal, im Flusstal des Flusses Inzobi. Im Dorf leben 977 Menschen (2002). Das Dorf Gremi ist durch die Gremier Kathedrale bekannt.